# Kortrijk (Holsbeek)
Kortrijk is een dorp in de Belgische provincie Vlaams-Brabant. Samen met Dutsel vormt het Kortrijk-Dutsel, een deelgemeente van Holsbeek. Kortrijk ligt in het oosten van de deelgemeente.

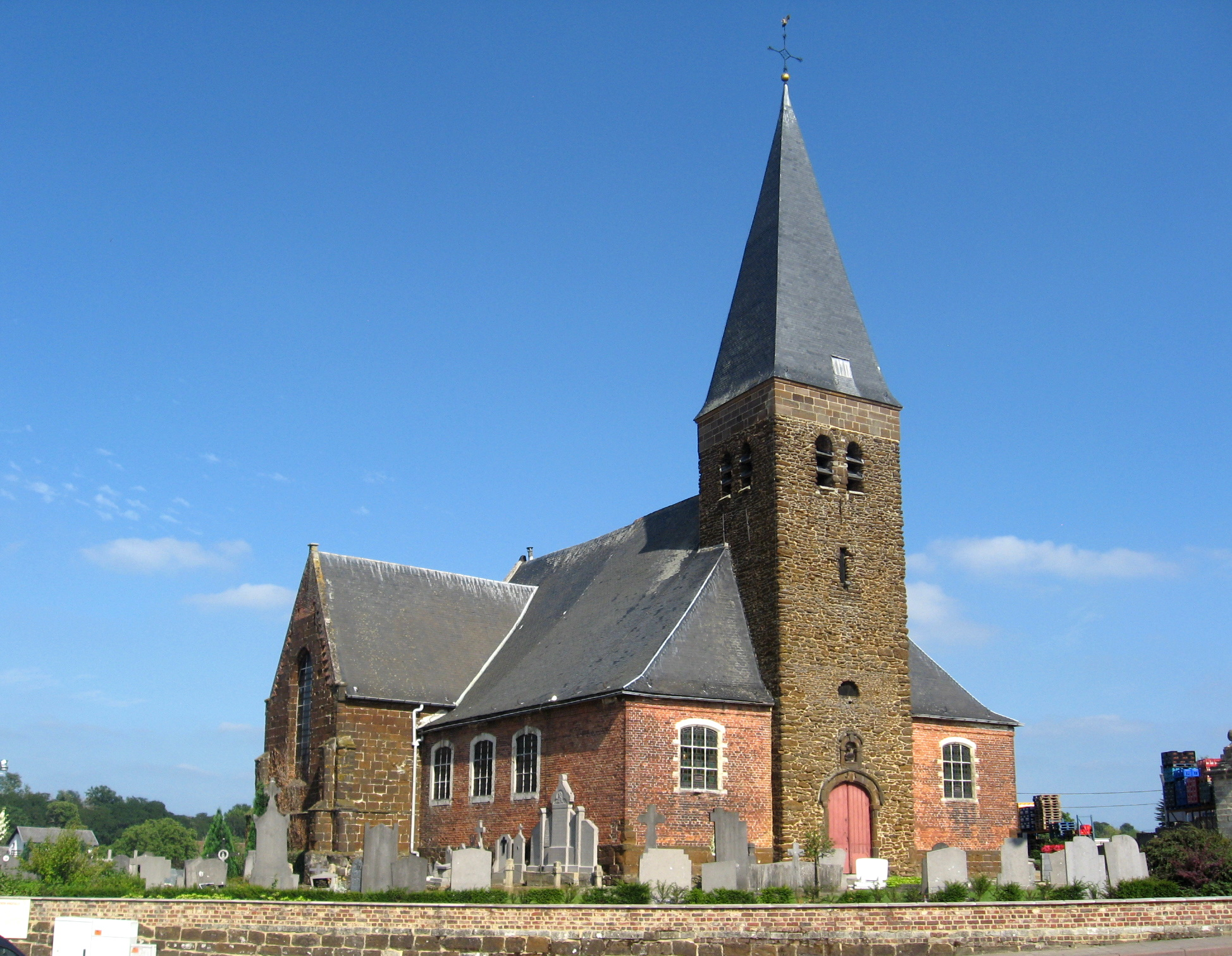
Sint-Catharinakerk

## Geschiedenis
Op de Ferrariskaart uit de jaren 1770 is het dorp weergegeven als Cortryck. Kortrijk was een heerlijkheid die administratief-juridisch onder de meierij van Lubbeek ressorteerde, in het kwartier van Leuven van het hertogdom Brabant.
Op het eind van het ancien régime werd Kortrijk (toen als Cortryck gespeld) een gemeente in het kanton Aarschot van het Dijledepartement. In 1820 werd de gemeente al opgeheven en samengevoegd met Dutsel tot de nieuwe gemeente Kortrijk-Dutsel.

## Bezienswaardigheden
- De Sint-Catharinakerk

## Nabijgelegen kernen
Holsbeek, Sint-Pieters-Rode, Wezemaal, Sint-Bernard